# Via Gallica
La via Gallica  era un'antica strada romana che collegava i maggiori municipia della Pianura Padana. Iniziava a Gradum (Grado) passando poi da Patavium (Padova), Vicetia (Vicenza), Verona (Verona), Brixia (Brescia), Bergomum (Bergamo), Mediolanum (Milano) e Augusta Taurinorum (Torino), dove terminava il suo percorso. In parte la  moderna strada statale 11 Padana Superiore e parte il percorso del Naviglio della Martesana, che furono realizzati secoli dopo, ricalcano la via Gallica.
Tra le descrizioni della Via Gallica, sono da segnalare le annotazioni dell'anonimo di Bordeaux che la attraversò nel 333-334 durante il suo pellegrinaggio verso Gerusalemme, elencandone le tappe nell'Itinerarium Burdigalense.
All'inizio della via, nei pressi di Verona, era presente una necropoli cristiana sulla quale sarebbero poi state costruite l'Abbazia e la Basilica di San Zeno. Inizialmente pagana, la necropoli era costituita da cripte e monumenti funerari in terracotta e nel corso del tempo ebbe una forte importanza per la città di Verona; oltre a fungere da secondo centro della città, proprio qui nacquero le prime comunità cristiane della città scaligera. Infine, fu sede vescovile fino al 370 circa.

## Percorso

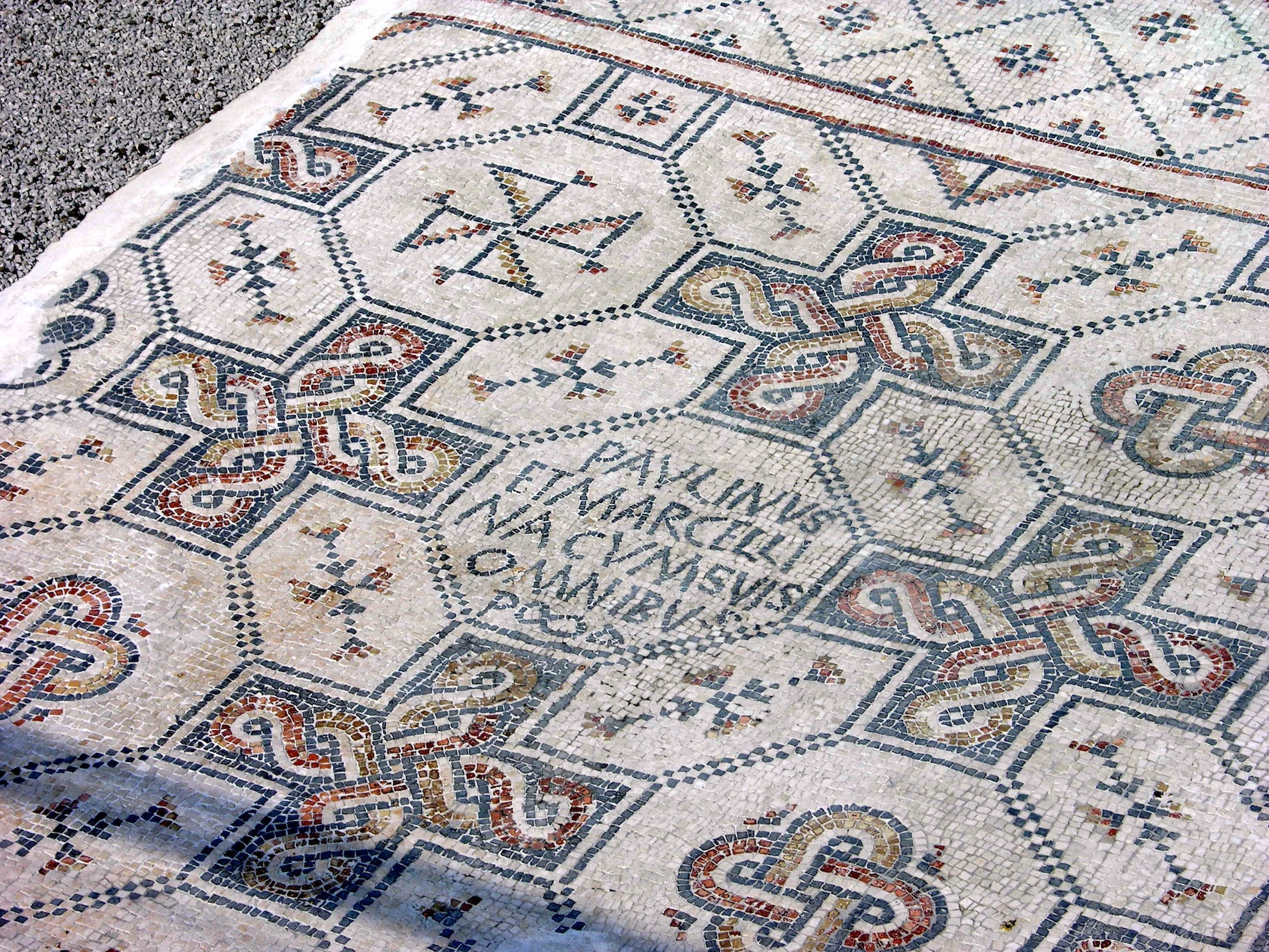
Mosaico romano rinvenuto a Grado

Il percorso iniziava da Gradum (Grado) per poi proseguire verso Portus Gruarius (Portogruaro), Ad Quartum (Quarto d'Altino), Mestracum (Mestre), dove intersecava la via Annia e la via Popilia, continuando verso Rubianum (Rubano), Patavium (Padova), dove incrociava la via Annia, proseguendo poi verso Ad Quartum (Torri di Quartesolo), Vicetia (Vicenza), dove intersecava la via Postumia.
Da qui si dirigeva verso Verona (Verona), dove incrociava la via Postumia e la via Claudia Augusta, per poi continuare verso Arilica (Peschiera del Garda), Decentianum (Desenzano del Garda), Reciatum (Rezzato), Brixia (Brescia), dove intersecava la via Mediolanum-Brixia, continuando verso Rovatum (Rovato), Palatium (Palazzolo sull'Oglio), dove attraversava il fiume Oglio grazie al ponte romano di Palazzolo sull'Oglio, Bergomum (Bergamo), Almina (Dalmine), Vaprium (Vaprio d'Adda), Biliciagum (Bellinzago Lombardo) e Argentia Nova (Gorgonzola).
La via Gallica continuava poi verso Cisnusculum Asinarium (Cernusco sul Naviglio), Vicus Modronus (Vimodrone), Mediolanum (Milano), dove intersecava la via delle Gallie, la via Regina, la via Spluga, la via Mediolanum-Bellasium, la via Mediolanum-Bilitio, la via Mediolanum-Brixia, la via Mediolanum-Placentia, la via Mediolanum-Ticinum e la via Mediolanum-Verbannus, per poi continuare verso Abiate (Abbiategrasso), Vercellae (Vercelli), Clevasium (Chivasso), Ad Septimum Lapidem (Settimo Torinese) terminando il suo percorso ad Augusta Taurinorum (Torino). A Mediolanum la via Gallica entrava e usciva da Porta Aurea e da Porta Vercellina.

## Storia

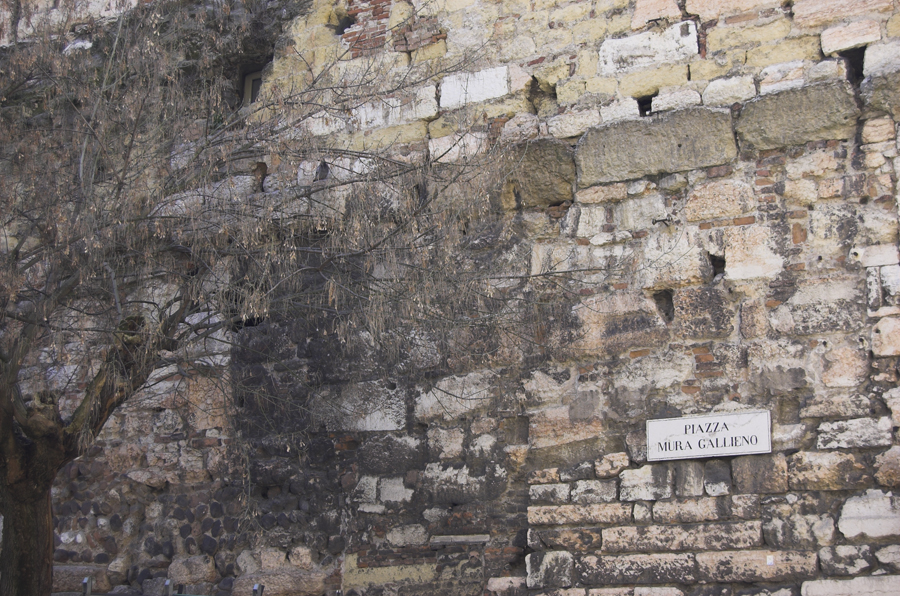
Resti delle mura romane di Verona. Questa città era un importante snodo stradale della Gallia Cisalpina, visto che vi passavano la via Postumia e la via Claudia Augusta

Lunga circa 290 miglia romane, fu realizzata a partire dal 40 d.C. durante il principato dell'imperatore Claudio. La via Gallica lambiva il Lago di Garda e serviva i centri romani posizionati sul lago: Peschiera del Garda, Desenzano del Garda, Sirmione e Lonato del Garda. L'andamento di percorso fra il Lago di Garda e Brescia è ancora incerto perché oggetto di ipotesi basate sui miliari conosciuti, mai rinvenuti nel luogo di provenienza ma come reimpieghi in costruzioni successive del circondario.
Ugualmente poco si sa delle stazioni di sosta lungo la strada, riportate nell'Itinerarium Burdigalense e nell'Itinerarium Antonini con nomi e distanze non sempre concordanti fra loro. La mansio Ad Flexum è stata variamente identificata con Pontenove, Rivoltella, Colombare delle Pozze (Lonato), o Sirmione, mentre pare certo che la Mansio Beneventum corrisponda alla località Ara di Decima, che si trovava vicino a Sona (il cui nome richiama la effettiva distanza in miglia da Verona).
Lungo il percorso della via Gallica si sono conservati anche alcuni ponti romani un tempo facenti parte del percorso di questa strada romana, come il già citato ponte romano di Palazzolo sull'Oglio o il ponte San Giacomo a Brescia. Il ruolo della via Gallica fu molto importante nella zona del moderno quartiere veronese di San Zeno, dove fu poi ritrovata un'importante necropoli.